# Gianluca Comotto
Gianluca Comotto (né le 16 octobre 1978 à Ivrée, dans la province de Turin au Piémont) est un footballeur italien évoluant au poste de défenseur ; il mesure 1,82 m pour 78 kg.

## Biographie
Gianluca Comotto est un ex-joueur de la Fiorentina qui joue actuellement à Cesena.

## Carrière en club
- 1994-1996 : US Ivrea (23 matchs, 1 but)
- 1996-1997 : FC Biellese 1902 (30 matchs, 0 but)
- 1997-2005 : Torino FC (96 matchs, 4 buts)
- 1999-2001 : Vicenza Calcio, prêt (47 matchs, 3 buts)
- 2003 : ACF Fiorentina, prêt (15 matchs, 0 but)
- 2004 : Reggina Calcio (14 matchs, 0 but)
- 2005-2006 : AS Rome (0 match, 0 but)
- 2005-2006 : Ascoli Calcio 1898, prêt (31 matchs, 3 buts)
- 2006-2008 : Torino FC (63 matchs, 5 buts)
- 2008-2011 : ACF Fiorentina (87 matchs, 0 but)
- depuis 2011 : AC Cesena